# Venesat-1
Venesat-1 (или Симон Боливар) — первый венесуэльский спутник, запущен 30 октября 2008 (29 октября 2008 UTC) с помощью китайской ракеты-носителя Чанчжэн  3B с космодрома Сичан. Он предназначен для оказания услуг телевизионного вещания, радиовещания, связи, дистанционного обучения и др., на территории Центральной и Южной Америки. Спутник был изготовлен Китайской исследовательской корпорацией космической техники (CAST) на базе платформы DFH-4. Полезная нагрузка спутника состоит из 12 транспондеров Ku-диапазона, 14 транспондеров C-диапазона и 2х транспондеров Ka-диапазона. Расчётная точка стояния — 78° з. д. Стоимость спутника составила 241 млн долл.